# Can Rius (Arenys de Munt)
Can Rius és un edifici al nucli urbà d'Arenys de Munt catalogat com a bé cultural d'interès local. És un edifici aïllat de planta baixa, pis i golfes. Té la coberta a dues aigües, amb un ampli ràfec de ceràmica de colors. Està envoltat per un jardí. La façana principal té la porta d'entrada que s'hi accedeix mitjançant unes escales amb balustrada. Té finestres a cada costat i a sobre un balcó amb balustrada i finestres a costat i costat. L'últim pis hi ha tres finestres juntes amb arc de mig punt. La façana lateral segueix el mateix esquema. Les finestres i el balcó tenen unes decoracions amb baix relleus.
Can Rius fou dissenyada per Enric Catà i Catà als anys trenta del segle xx, inspirant-se en un projecte seu de 1917. Catà, Catedràtic de resistència, havia col·laborat en la construcció del Palau Nacional de Barcelona i projectà nombrosos edificis a la ciutat comtal. Catà passava llargues temporades a Arenys, a Can Pau Bernadó i treballà per a l'Ajuntament en diverses obres, entre elles la de les escoles.